# 李琚 (中山王)
李琚（7世纪?—8世纪?），本名李思顺，唐朝宗室，唐太宗第七子蒋王李惲之孙，建寧公李休道之子。

## 生平
李琚出继叔祖父赵王李福。唐中宗复位的神龙初年，嗣赵王:59，加银青光禄大夫。
唐高宗孙、李上金庶子李義珣在开元初年被李素節子、堂兄弟李璆冒袭、诬告，流放岭南。开元十二年（724年），唐玄宗妹玉真公主为李义珣作证。此事让唐玄宗意识到“王国绝祀，旁宗入继，事非允正，奚妨命停”。四月癸卯，下诏外继嗣王者全部归宗，以李義珣为嗣泽王，嗣江王李祎为信安郡王，嗣蜀王李褕为广汉郡王，嗣密王李彻为濮阳郡王，嗣曹王李臻为济国公，武阳郡王李堪（李继宗）为澧国公，嗣赵王李琚为中山郡王、右领军卫将军:60—61。
开元二十三年（735年）七月，唐玄宗令太子李鸿和其他皇子改名，从玉部。当代研究者推测，他可能在此时由李思顺改名为李琚。其余事迹不详:60—61。

## 家庭
- 嗣赵王妃
  - 窦舜舜（670年—722年），窦孝慈孙、窦希璥女。开元九年（721年），四十二岁时与李琚成婚，为嗣赵王妃。开元十年逝世[1]:57。
  - 窦　婌（688年—723年），字顺，窦孝慈孙、窦希璥季女，开元七年（719年），三十二岁时与李琚成婚。开元十一年（723年）逝世。墓志于2004年在西北大学长安校区工地20号墓出土[1]:57。
  - 两位嗣赵王妃仅见于两方墓志，二人当为姊妹，但她们为嗣赵王妃的时间有重叠。如视她们为一人，又难以解释两方墓志内容的差异[2]。同时，二人堂姐妹名窦淑。

- 儿子，名下有齐日、齐运、齐运三子。窦婌墓志提及“爱子以绝甘情切，哀过颜丁”，但不知是否在其中[1]:61。
  - 李齊昌，右衛長史
    - 李繁

  - 李齊運，字仲達，宗正卿
    - 李贊，初名李庠，太常主簿
      - 李珂
      - 李頊

    - 李康
    - 李庾
    - 李贄，典膳丞

  - 李齊明
    - 李廉